# Kocjan
Kocjan je naselje v Občini Radenci.